# Úrvalsdeild 1964
Thống kê của Úrvalsdeild mùa giải 1964.

## Tổng quan
Có đội tham gia 6 teams, và Keflavík giành chức vô địch. ÍA's Eyleifur Hafsteinsson là vua phá lưới với 10 bàn thắng.

## Bảng xếp hạng
| Vị thứ | Câu lạc bộ | St | T | H | B | BT | BB | HS  | Đ  |
| 1      | Keflavík   | 10 | 6 | 3 | 1 | 25 | 13 | +12 | 15 |
| 2      | ÍA         | 10 | 6 | 0 | 4 | 27 | 21 | +6  | 12 |
| 3      | KR         | 10 | 4 | 3 | 3 | 16 | 15 | +1  | 11 |
| 4      | Valur      | 10 | 3 | 2 | 5 | 19 | 24 | -5  | 8  |
| 5      | Fram       | 10 | 2 | 3 | 5 | 16 | 20 | -4  | 7  |
| 6      | Þróttur    | 10 | 2 | 3 | 5 | 14 | 24 | -10 | 7  |